# 48643 Allen-Beach
48643 Allen-Beach este un asteroid din centura principală de asteroizi.

## Descriere
48643 Allen-Beach este un asteroid din centura principală de asteroizi. A fost descoperit pe 20 octombrie 1995 la Sormano de Piero Sicoli și Francesco Manca. Asteroidul prezintă o orbită caracterizată de o semiaxă mare de 2,31 ua, o excentricitate de 0,12 și o înclinație de 10,1° în raport cu ecliptica.